# Yarrow Shipbuilders
Yarrow Shipbuilders Limited (YSL), mais conhecida como Yarrows, foi um grande estaleiro, que passou a fazer parte do grupo empresarial BAE Systems.
O estaleiro situa-se atualmente no Rio Clyde, distrito Scotstoun de Glasgow, Escócia.

## História
A empresa foi fundada por Alfred Yarrow, nos idos de 1870's como Yarrow & Company  Limited, originalmente era baseado na Isle of Dogs, em Londres, onde centenas de navios a vapor foram lançados, incluindo embarcações fluviais e lacustres. Encomendas eventuais foram feitas pela Royal Navy.
A Yarrows  transferiu suas instalações para Scotstoun, Glasgow no início de 1906 devido ao alto custo da terra e da mão de obra em Londres.
As instalações industriais em Londres foram fechadas em 1908. 
A empresa foi uma das líderes mundiais na construção de contratorpedeiros (destroyers) desde a sua criação até depois da Primeira Guerra Mundial. Atendia pedidos da Royal Navy e exportava para outros clientes. Yarrow foi também um construtor de caldeiras a vapor, sendo um dos modelos produzidos conhecido mundialmente como "caldeira tipo Yarrow". 
Em consequência da crise da indústria naval do Reino Unido, por um ato do governo trabalhista de James Callaghan a empresa foi nacionalizada e agrupada com outros grandes estaleiros britânicos passando a compor a British Shipbuilders em 1977. 
No governo de Margaret Thatcher foi iniciado um programa de privatização, e a Yarrow foi um dos primeiros ativos da British Shipbuilder a ser vendido. 
Em 1985 a empresa foi transferida para a General Electric Company plc, divisão GEC-Marconi, tornando-se a Marconi Marinho (YSL). 
Em 1999 a Marconi Electronic Systems foi vendida à British Aerospace. A Marconi Marinho (YSL) tornou BAE Systems Marine (YSL).  A partir de 2006, a YSL é parte da BAE Systems, divisão Surface Fleet Solutions.

## Navios construídos pela Yarrow Shipbuilders
Esta é uma relação parcial.
Estaleiro em Londres:
- Japanese torpedo boat Kotaka (1885)

- Classe Havock contratorpedeiros
  - HMS Havock (1893)
  - HMS Hornet (1893)

- Classe destroyers fluviais
  - HMS Teviot (1903)
  - HMS Usk (1903)
  - HMS Ribble (1904)
  - HMS Welland (1904)
  - HMS Gala (1905)
  - HMS Garry (1905)

Estaleiro em Glasgow:
- Classe Thyella destroyers (Royal Hellenic Navy) (1906-07)
  - Greek Destroyer Thyella
  - Greek Destroyer Lonchi
  - Greek Destroyer Nafkratousa
  - Greek Destroyer Sfendoni I

- Classe Weapon destroyers
  - HMS Battleaxe (D18)
  - HMS Broadsword (D31)

- Daring class destroyer (1949)
  - HMS Decoy (D106)
  - HMS Diana (D126)

- Black Swan class sloop
  - HMS Wild Goose (U45)

- Classe Tribal, fragatas
  - HMS Ashanti (F117)

- Classe Leander. fragatas
  - Almirante Lynch 3
  - Almirante Condell 3 (1973)

- Classe fragatas Type 21
  - HMS Ambuscade (F172)
  - HMS Arrow (F173)
  - HMS Alacrity (F174)
  - HMS Ardent (F184)
  - HMS Avenger (F185)

- Classe fragatas Type 22
  - HMS Broadsword (F88)
  - HMS Battleaxe (F89)
  - HMS Brilliant (F90)
  - HMS Brazen (F91)
  - HMS Boxer (F92)
  - HMS Beaver (F93)
  - HMS Brave (F94)
  - HMS London (F95)
  - HMS Cornwall (F99)
  - HMS Cumberland (F85)

- - Classe fragatas Type 23
  - HMS Norfolk (F230)
  - HMS Argyll (F231)
  - HMS Lancaster (F229)
  - HMS Iron Duke (F234)
  - HMS Monmouth (F235)
  - HMS Montrose (F236)
  - HMS Somerset (F82)
  - HMS Grafton
  - HMS Sutherland (F81)
  - HMS Kent (F78)
  - HMS Portland (F79)
  - HMS St Albans

- Classe destroyer Type 45
  - HMS Daring (D32) (2006)

- Navios transformados
  - HMCS Tuna construído originalmente como Tarantula

- Clyde-class RNLI barcos salva-vidas
  - Charles H Barrett (70-001)
  - Grace Paterson Ritchie (70-002)

- Royal Malaysian Navy
  - KD Hang Tuah (F76)  ex-Black Star, ex-HMS Mermaid
  - KD Rahmat (F24)
  - Classe Lekiu fragatas
    - Jebat (F29)
    - Lekiu (F30)

- Marinha do Brasil

- - Classe Greenhalgh
    - F Bosísio (F-48)
    - F Rademaker (F-49)
    - F Greenhalgh (F-46)

- - Canhoneira Fluvial Acre

- - Classe Pará
    - CT Amazonas (CT-1)
    - CT Pará (CT-2)
    - CT Piauhy (CT-3)
    - CT Rio Grande do Norte (CT-4)
    - CT Parahyba (CT-5)
    - CT Alagoas (CT-6)
    - CT Sergipe (CT-7)
    - CT Paraná (CT-8)
    - CT Santa Catarina (CT-9)
    - CT Mato Grosso (CT-10)

- Marinha Portuguesa

- - Cruzador português Dom Carlos I
  - Classe Vouga
    - NRP Douro (D332)

  - Torpedeiro português Espadarte
  - Classe Número 2